# 苓菊属
苓菊属（学名：Jurinea）是菊科下的一个属，为一年生或多年生草本植物。该属共有约100种，分布于地中海区至亚洲。